# Редены (Каларашский район)
Редены (рум. Rădeni, Рэдень) — село в Каларашском районе Молдавии. Относится к сёлам, не образующим коммуну.

## География
Село расположено на высоте 158 метров над уровнем моря.

## Население
По данным переписи населения 2004 года, в селе Рэдень проживает 1741 человек (895 мужчин, 846 женщин).
Этнический состав села:
| Национальность | Число жителей | Процентный состав |
| -------------- | ------------- | ----------------- |
| молдаване      | 1711          | 98.28             |
| румыны         | 19            | 1.09              |
| украинцы       | 8             | 0.46              |
| русские        | 1             | 0.06              |
| прочие         | 2             | 0.11              |
| Всего          | 1741          | 100%              |